# Nagano Dentetsu
Die Nagano Dentetsu (jap. 長野電鉄株式会社 Nagano Dentetsu kabushiki-gaisha, allgemein als Nagaden (長電) bekannt, engl. Nagano Electric Railway, Co., Ltd.) ist eine japanische Bahngesellschaft mit Sitz in Nagano in der Präfektur Nagano.

## Strecken

Aktuelles und ehemaliges Streckennetz

Von der Nagaden betrieben wird die 33,2 km lange Nagaden Nagano-Linie vom Bahnhof Nagano über Suzaka nach Yudanaka. Sie ist 33,2 km lang und ist einerseits auf den Berufs- und Schülerverkehr nach Nagano ausgerichtet, andererseits auf den touristischen Ausflugsverkehr ins Yomase-Tal und zur Shiga-Hochebene.
Eingestellt wurde der Schienenverkehr 2002 auf der Nagaden Kijima-Linie und 2012 auf der Nagaden Yashiro-Linie.

## Fahrzeuge
Im Jahr 2024 setzte die Nagaden Triebwagen von vier unterschiedlichen Baureihen ein.
Für Eilzüge:
- Baureihe 1000 („Yukemuri“): In den Jahren 1987 bis 1989 von Nippon Sharyō für die Odakyū Dentetsu gebaut, 2006 übernommen.
- Baureihe 2100 („Snow Monkey“): Im Jahr 2010 von Tōkyū Sharyō gebaut und 2011 in Verkehr gesetzt.

Für Nahverkehrszüge:
- Baureihe 3000: In den Jahren 1992 bis 1997 von Tōkyū Sharyō für Tōkyō Metro gebaut, 2020 übernommen.
- Baureihe 8500: In den Jahren 1975 bis 1991 von Tōkyū Sharyō für die Tōkyū Dentetsu erbaut, 2005 übernommen.

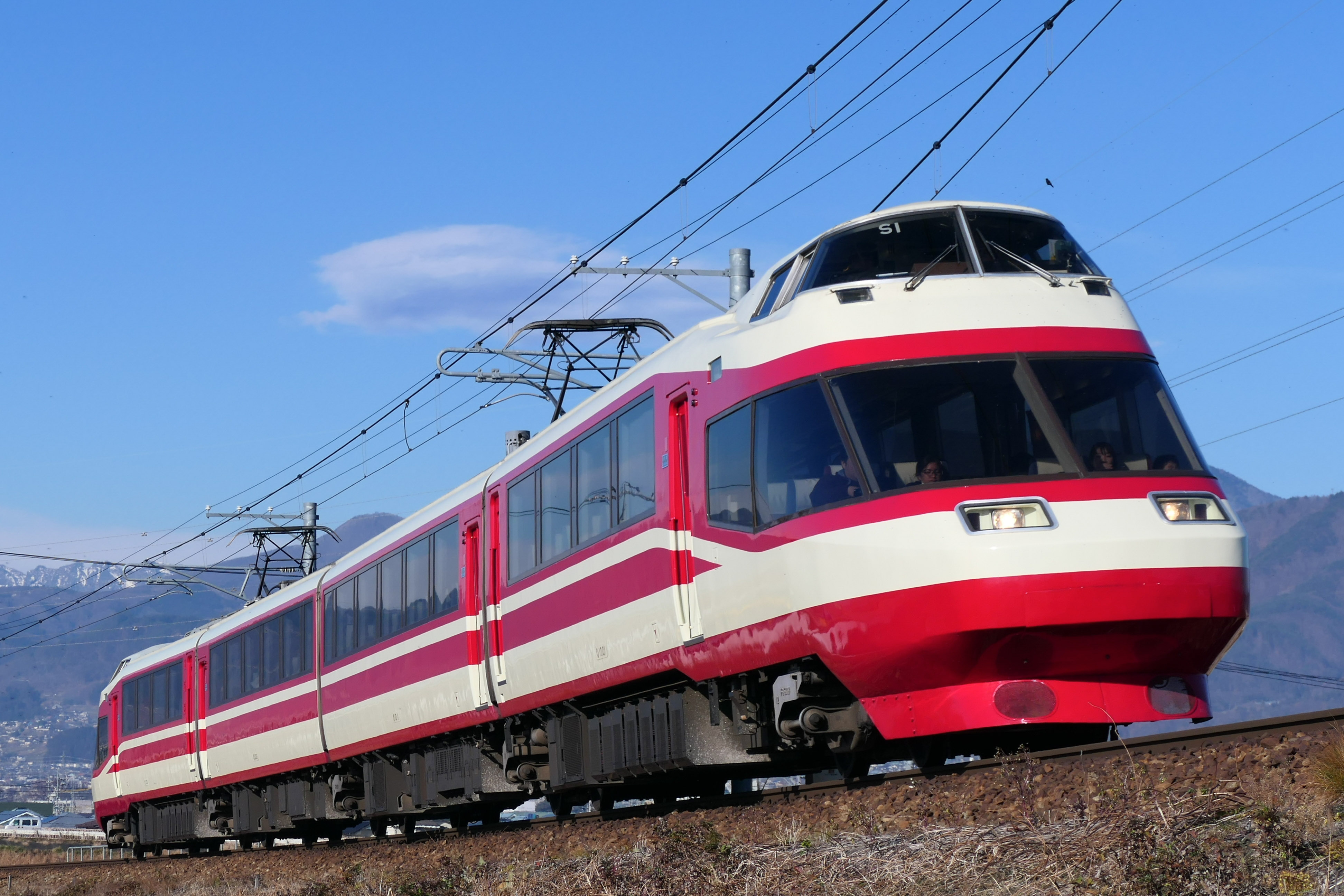
Baureihe 1000
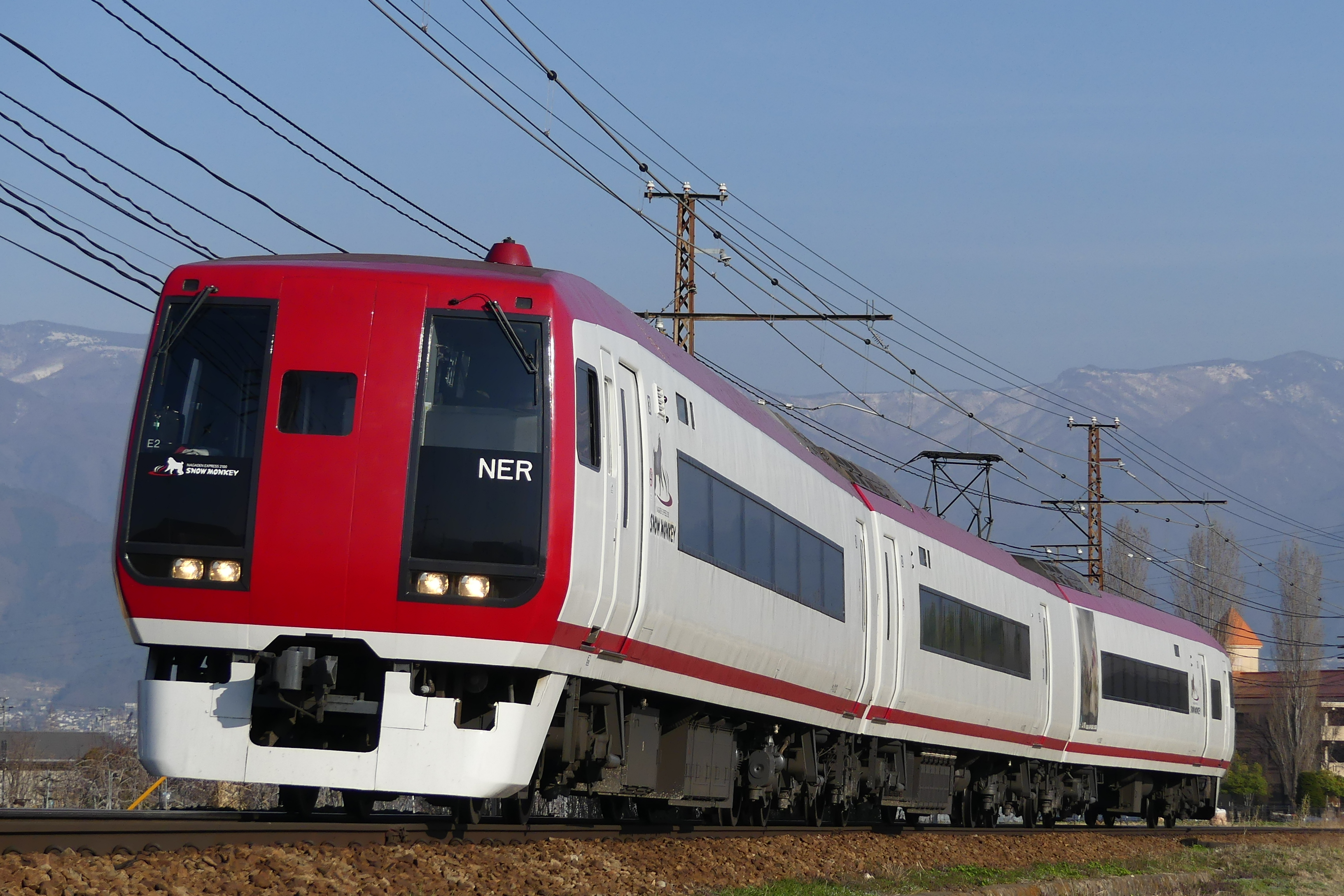
Baureihe 2100
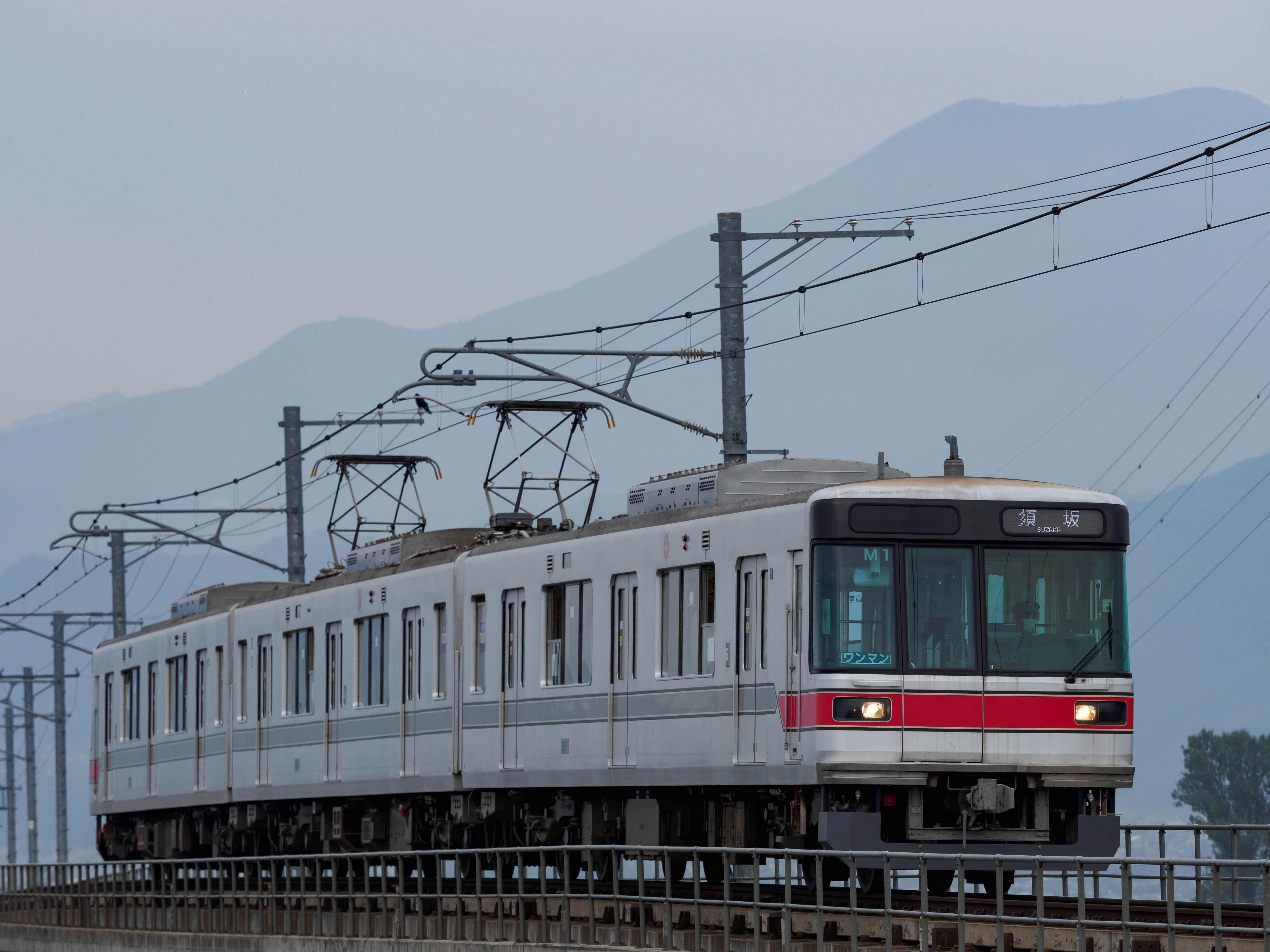
Baureihe 3000
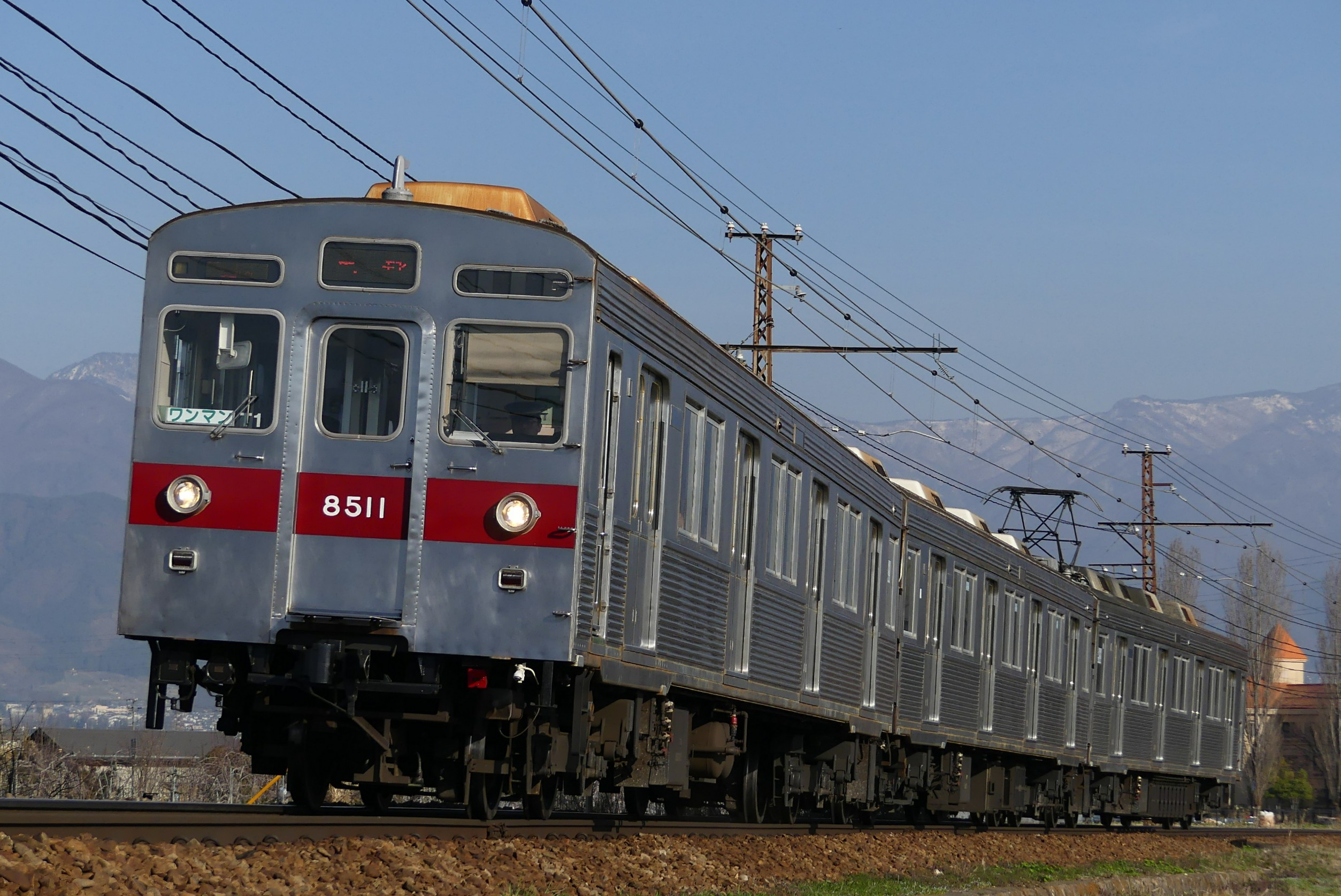
Baureihe 8500

## Unternehmensgruppe

Logo der Nagaden Group

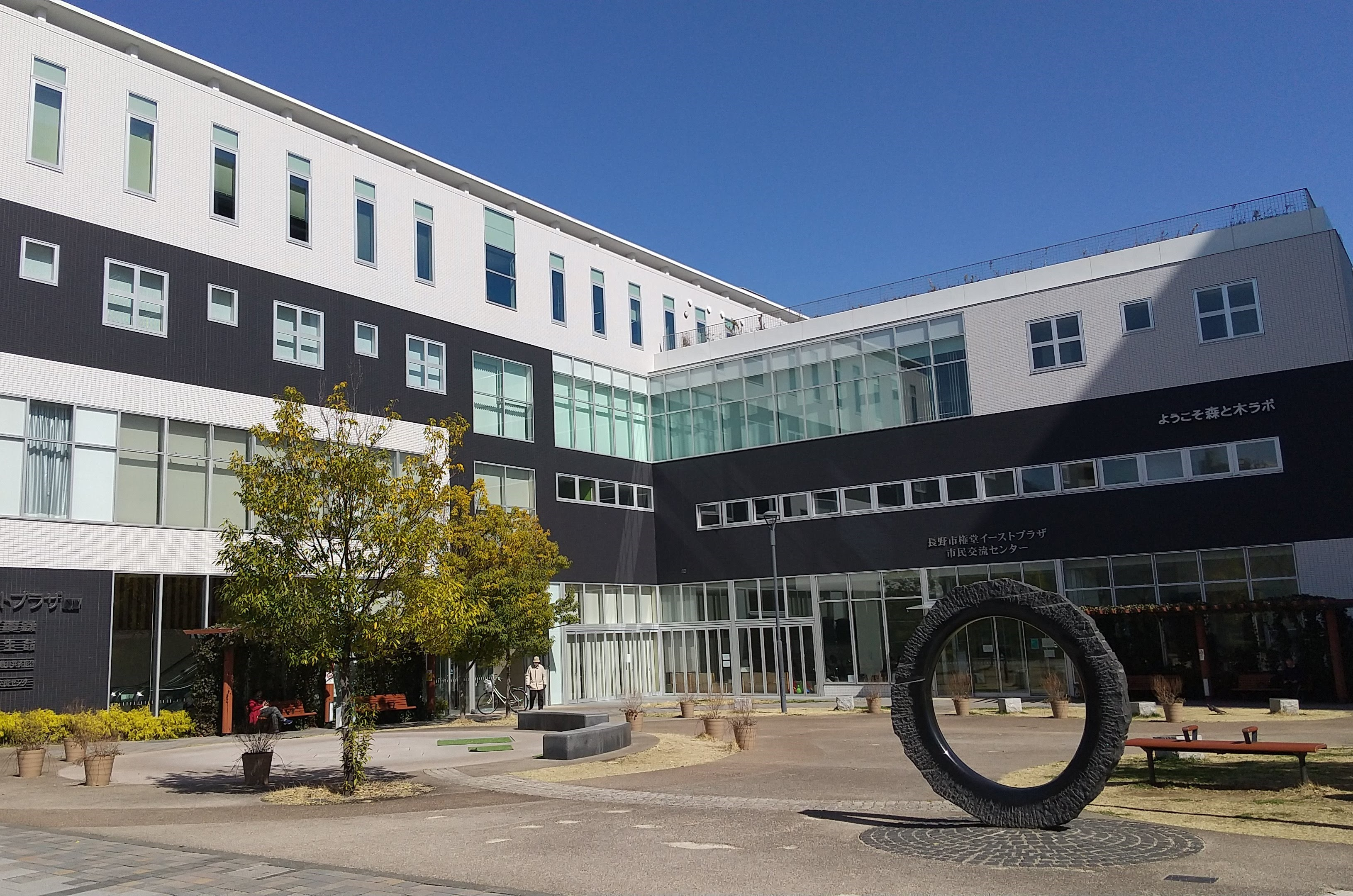
Unternehmenssitz im Gondō East Plaza

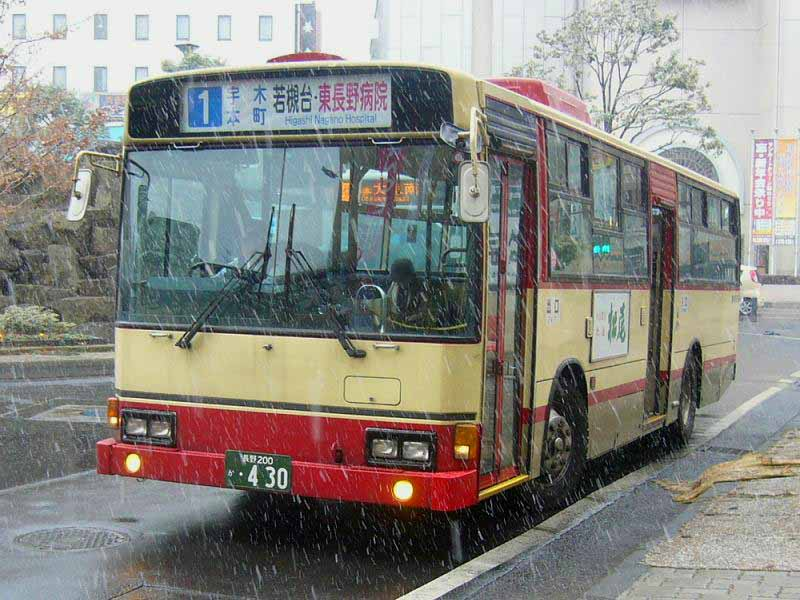
Linienbus von Nagaden Bus

Zu den wichtigsten Anteilseignern des sehr breit gestreuten Aktionariats der Nagano Dentetsu gehörten per 31. April 2024 folgende Unternehmen: Kitano Construction (8,56 %), Kasahara Koichi (3,92 %), Hachijuni Bank (3,84 %), Yoko Arai (1,22 %) und Dai-ichi Hoki (1,07 %).
Die Bahngesellschaft ist das Kernunternehmen der Nagaden Group, einer aus zwölf Unternehmen bestehenden Firmengruppe. Diese sind in den Sparten Verkehr, Dienstleistungen, Stadtentwicklung und Tourismus tätig. Sie erwirtschafteten im Fiskaljahr 2024 zusammen einen Umsatz von 18,084 Mrd. Yen und zählten 818 Mitarbeiter.
Verkehr:
- Nagano Dentetsu (Bahnbetrieb)
- Nagaden Bus (lokaler und regionaler Linienverkehr, Fernbusse)[2]
- Tsubame Nagaden Taxi (Taxiverkehr)[3]
- Nagaden Technical Service (Wartung von Bahnanlagen und Zügen der Nagaden und der Shinano Tetsudō im Bahnbetriebswerk Yashiro)[4]

Dienstleistungen:
- Nagano Dentetsu (Werbung, Versicherungen, Verwaltung von Bahnhofläden)
- Nagano Mitsubishi Motor Sales (Mitsubishi-Fahrzeughandel)[5]
- Hokushin Beiyu (Verkauf von Erdöl und Flüssiggas)[6]
- Nagaden Wellness: Gesundheitsdienstleistungen[7]

Stadtentwicklung:
- Nagano Dentetsu (Verkauf, Vermietung und Wartung von Immobilien)
- Nagaden Kensetsu (Bauunternehmen)[8]
- Airfork (Franchisenehmer von Apaman-Shops)[9]

Tourismus:
- Nagaden Kankō Nice Tour (Reisebüro)
- Nagaden Hotels (Betrieb von Hotels)
- Obuse Highway Oasis (Betrieb einer Michi no eki in Obuse)
- Jigokudani Yaen Kōen (weltbekannter Affenzoo)[10]

## Geschichte
Die am 30. Mai 1920 gegründete Bahngesellschaft Katō Tetsudō erbaute in den Jahren 1922 bis 1925 eine Strecke entlang dem rechten Ufer des Chikuma, die Yashiro mit Suzaka, Shinshū-Nakano und Kijima verband. Am 25. November 1923 erfolgte die Gründung der Nagano Denki Tetsudō, die eine Querverbindung zwischen Nagano und Suzaka errichtete. Kurz nach deren Fertigstellung fusionierten beide Unternehmen am 30. September 1926 zur Nagano Dentetsu. 1927 kam die Yamanouchi-Linie von Shinshū-Nakano nach Yudanaka hinzu, ebenso wurden die ersten Buslinien in Betrieb genommen. 1949 begann der Handel mit Erdöl und Flüssiggas, im darauffolgenden Jahr folgte der Einstieg ins Tourismusgeschäft und 1958 kam ein Bauunternehmen hinzu. 1960 begann die Nagaden Group mit dem Verkauf von Mitsubishi-Fahrzeugen in der Region Nagano. 1964 gründete sie den Jigokudani Yaen Kōen („Schneeaffenpark“), der sich zu einer der beliebtesten Touristenattraktionen des Landes entwickelte.
Die Nagaden Group betrieb ab den 1970er Jahren mehrere Wintersportgebiete auf der Shiga-Hochebene, stieß sie aber später zusammen mit einigen Hotels wieder ab. 1981 wurde der durch die Innenstadt Naganos führende Teil der Bahnstrecke in einen Tunnel verlegt. Als die Shinano Tetsudō 1997 einen Teil der Shin’etsu-Hauptlinie übernahm, übertrug sie sämtliche Wartungsarbeiten an die Betriebswerkstatt der Nagaden. 1995 wurden die Buslinien der Nagano Dentetsu an die Gesellschaft Nagaden Bus ausgelagert. Aus Rationalisierungsgründen legte die Nagaden im Jahr 2002 die Kijima-Linie still, 2012 auch die Yashiro-Linie.